# Toy Soldiers
Toy Soldiers (dt. Spielzeugsoldaten) ist ein Lied von Martika aus dem Jahr 1988, das von ihr und Michael Jay geschrieben wurde. Es erschien auf dem Debütalbum Martika.

## Geschichte
In einer Episode von VH1s Pop-Up Video verriet Martika, dass sie sich beim Schreiben des Textes von einem Freund, der gegen seine Kokainsucht ankämpfte, inspirieren ließ. Zur Zeit der Veröffentlichung wuchs die Anzahl der drogenabhängigen Jugendlichen.
Die Veröffentlichung als Single fand am 26. April 1989 sowie in anderen Regionen am 17. Juli 1989 statt. In den Vereinigten Staaten und Neuseeland wurde die Pop-Rock-Ballade ein Nummer-eins-Hit.

## Coverversionen
- 1998: Tiffany
- 2000: Fusion
- 2004: RPM
- 2004: Serk feat. Sha-Karl
- 2005: Eminem (Like Toy Soldiers)
- 2009: Commercial Club Crew
- 2020: Silversun Pickups
- 2021: Gunz for Hire
- 2024: Sonata Arctica